# هانس توما

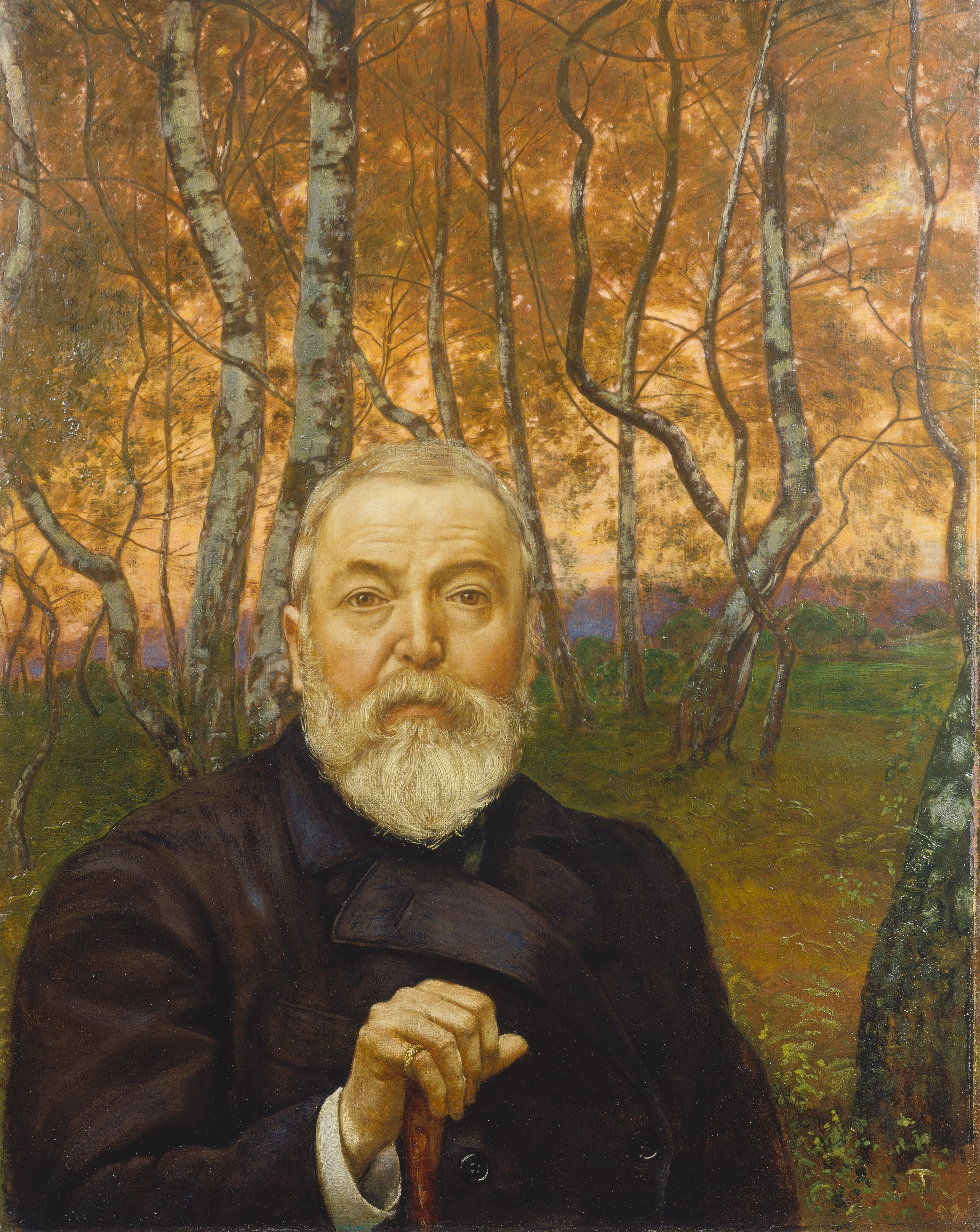
خودنگاره

هانس توما (آلمانی: Hans Thoma) (زاده ۲ اکتبر ۱۸۳۹ در برناو ایم شوارتسوالد – درگذشته ۷ نوامبر ۱۹۲۴ در کارلسروهه) نقاش آلمانی بود.

## نگارخانه

کارهای برجسته
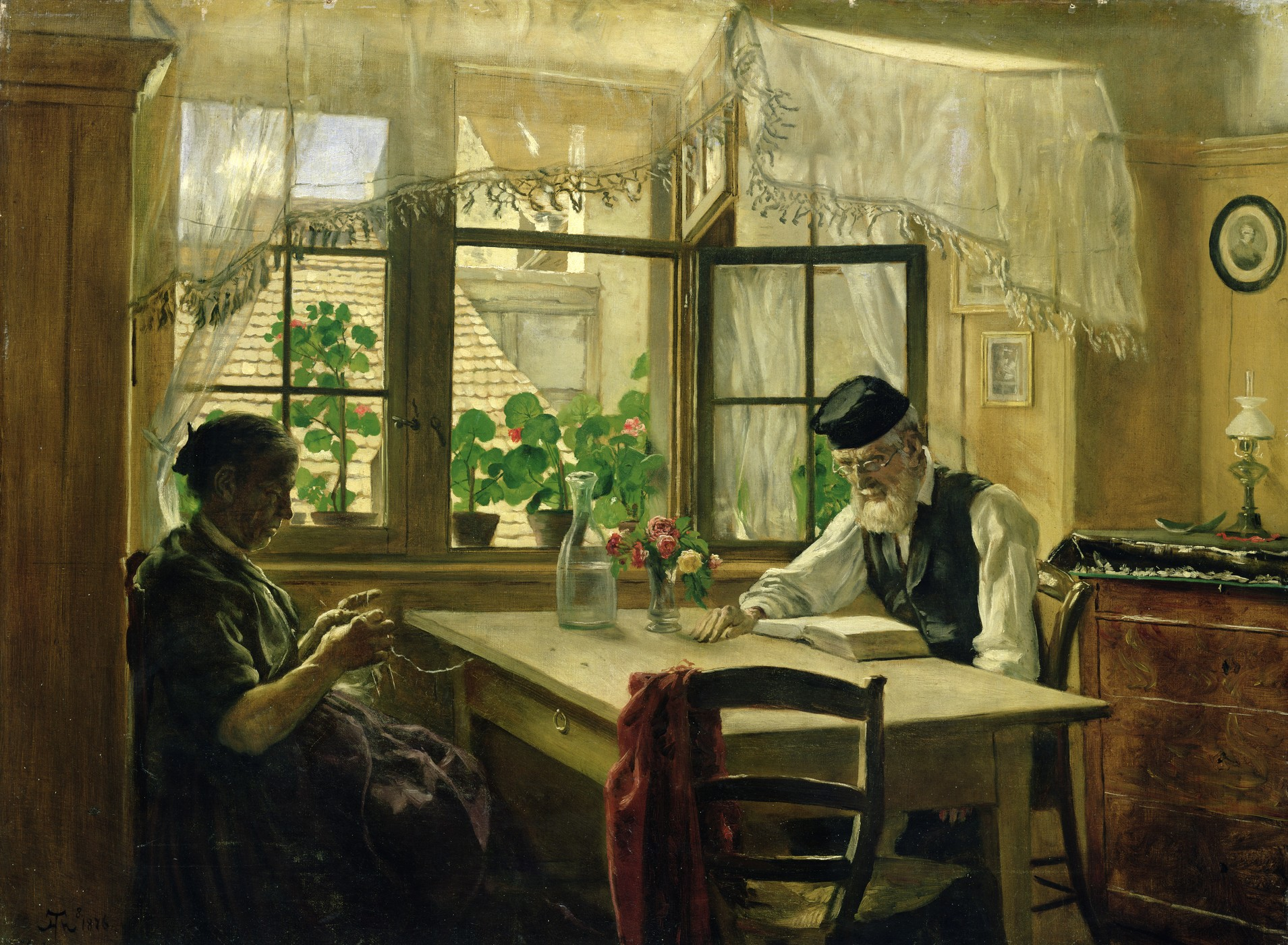
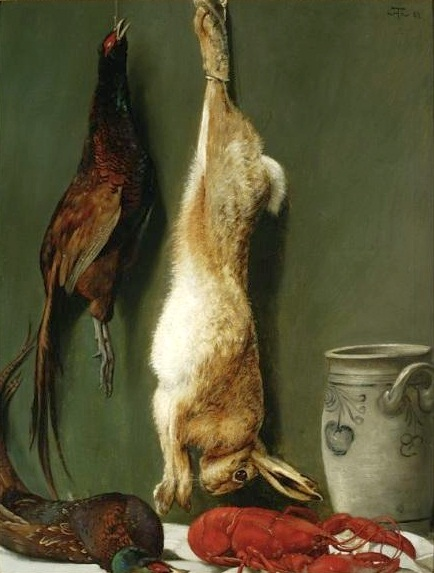
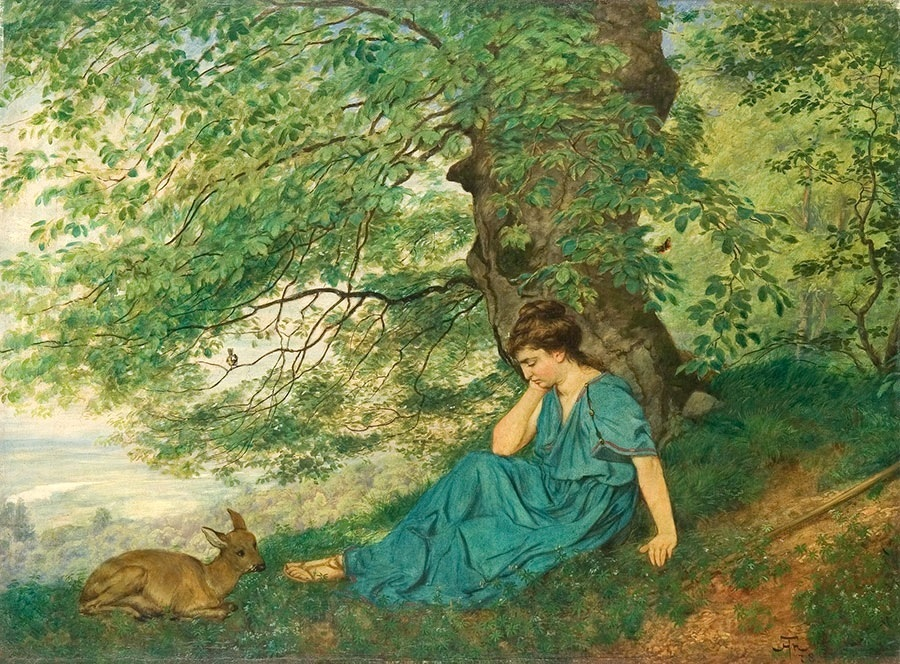
دیانا زیر درخت
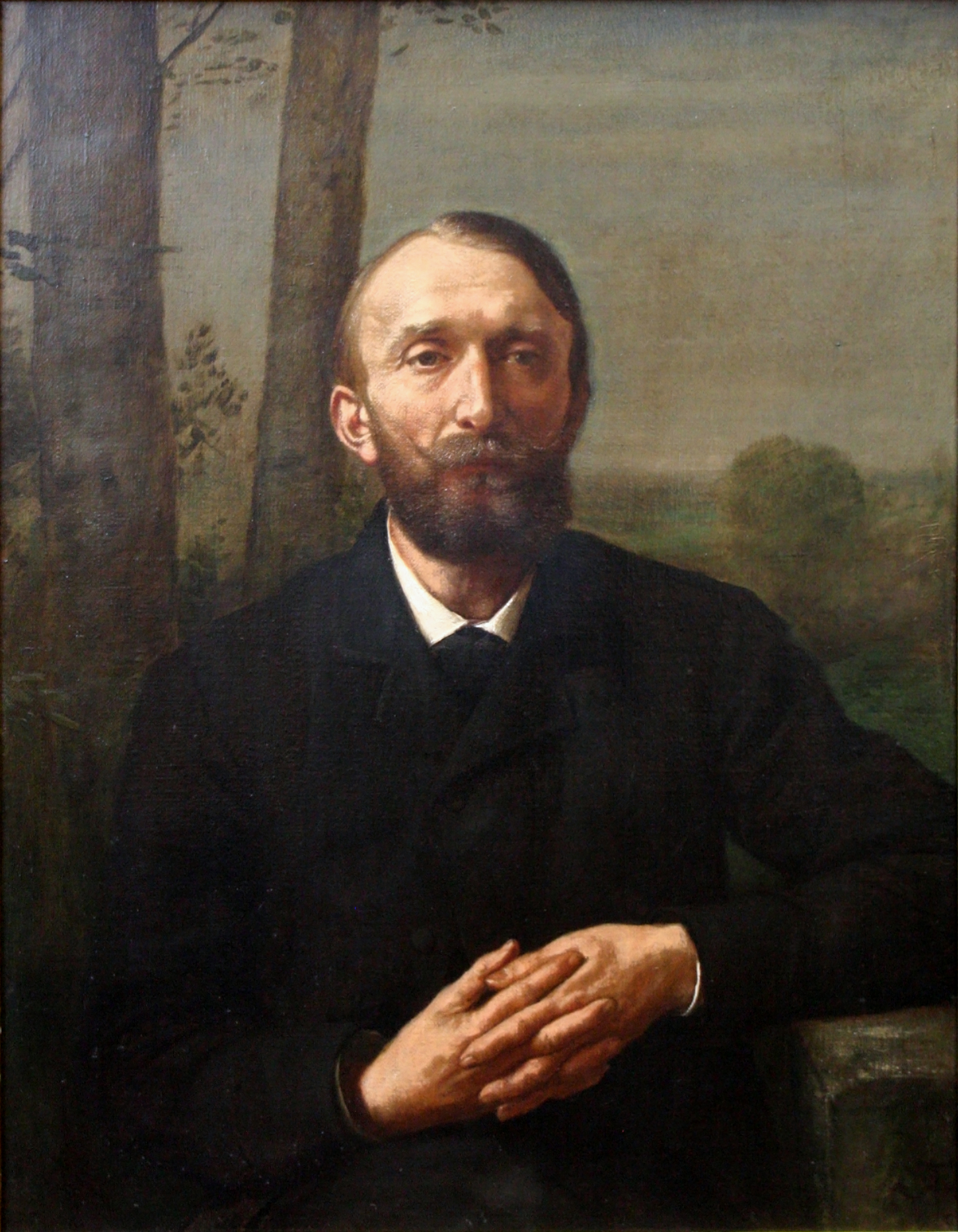
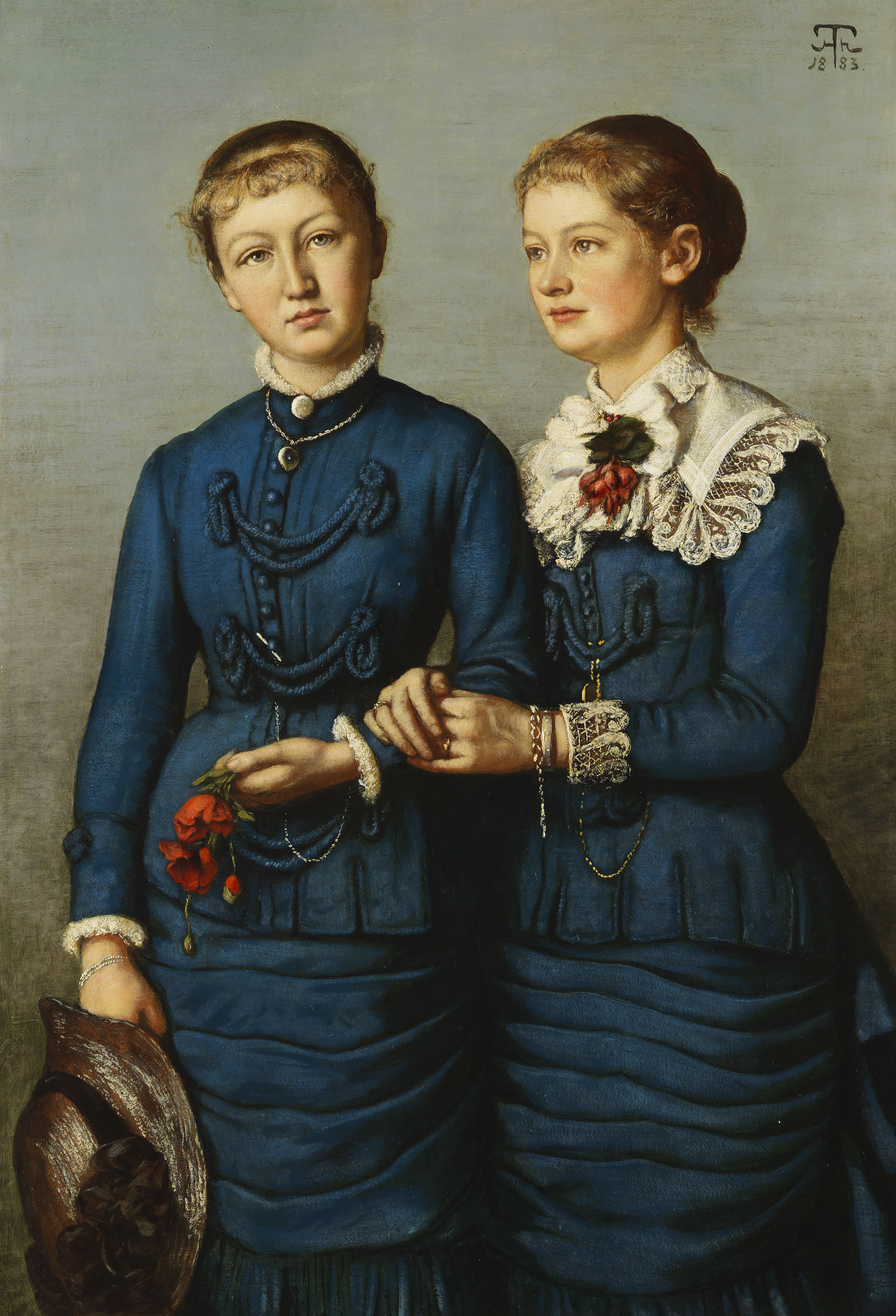
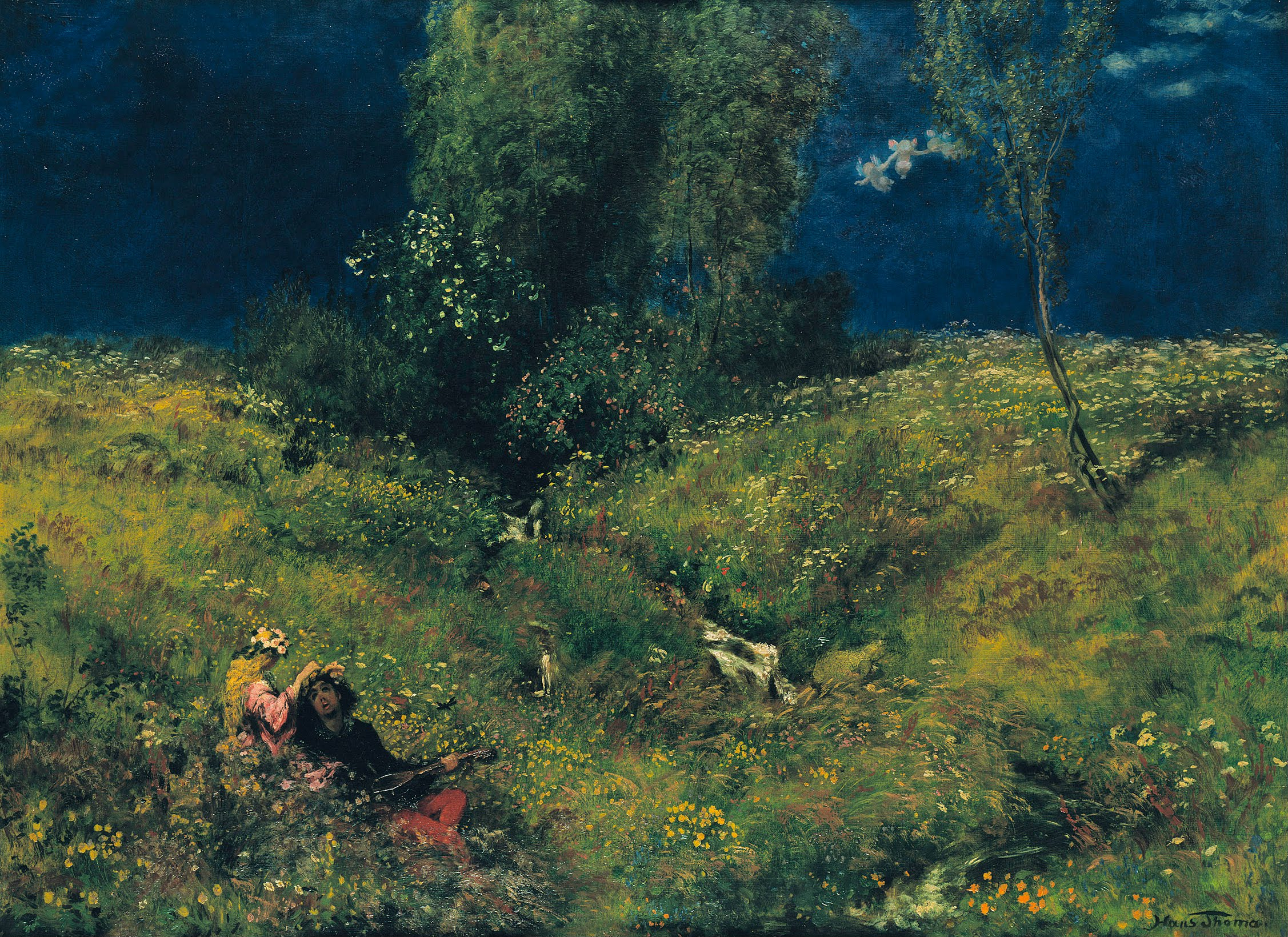
هانس توما - زومر
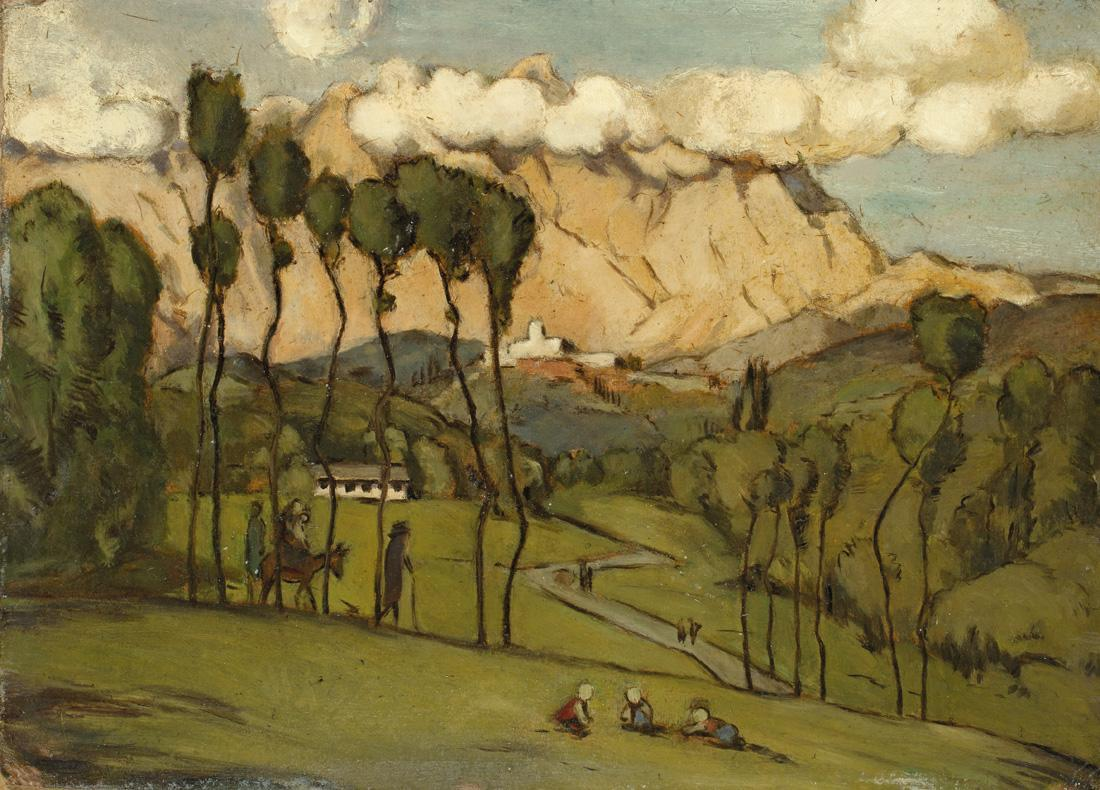
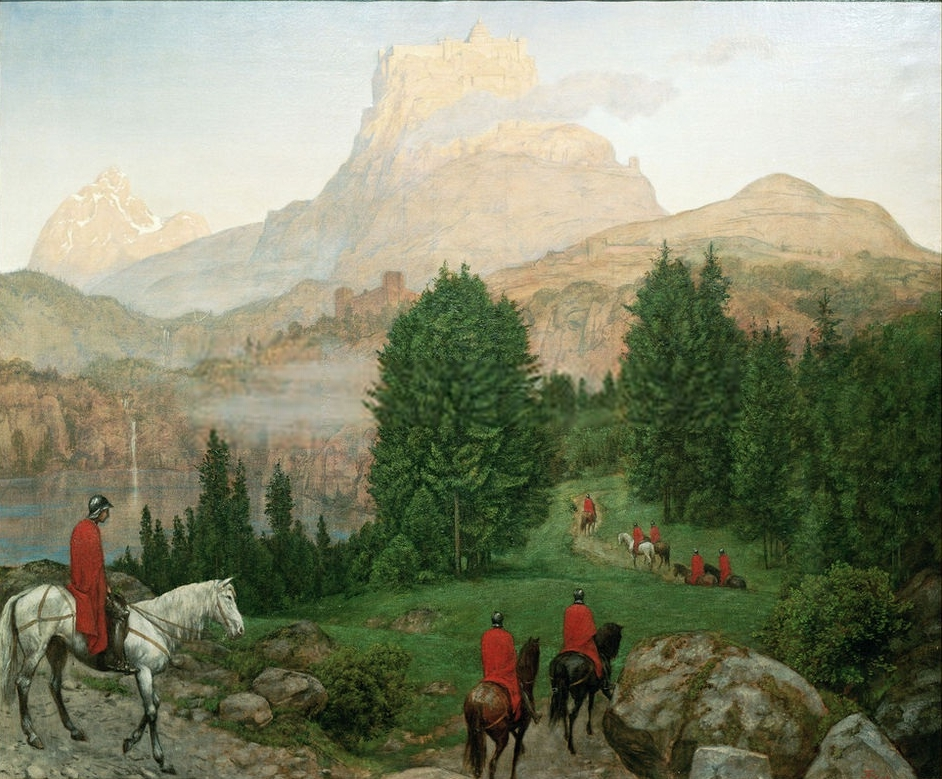
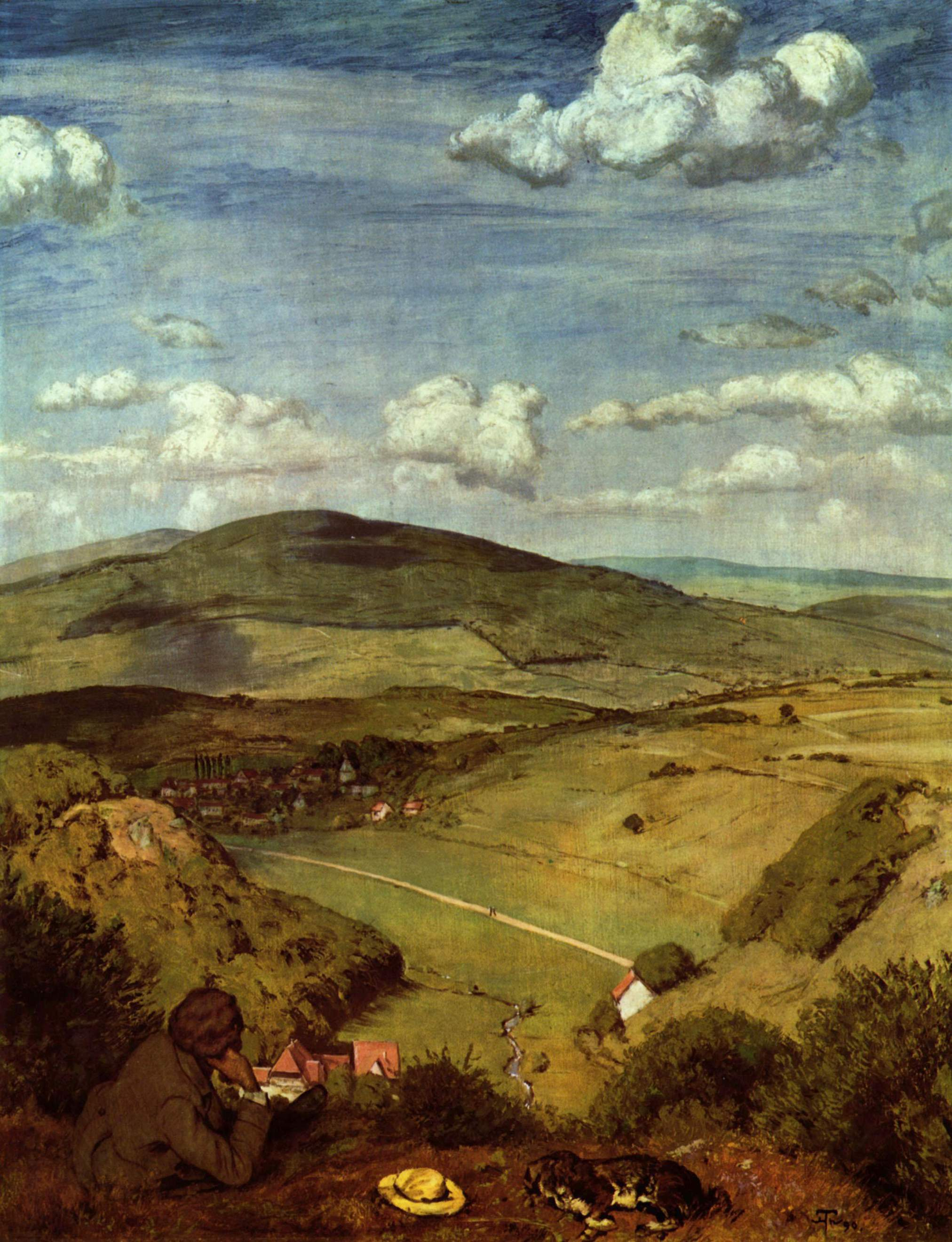
منظره
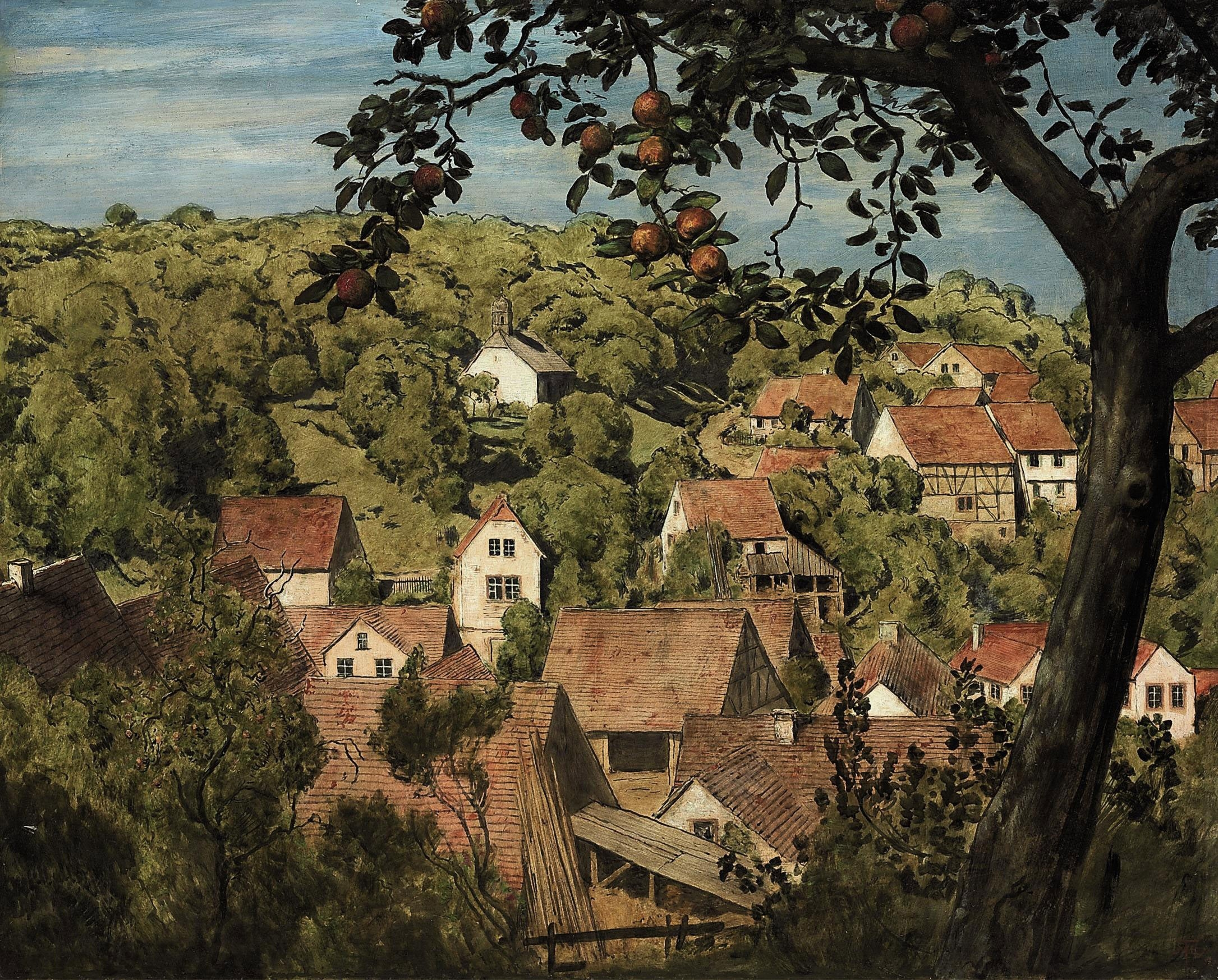
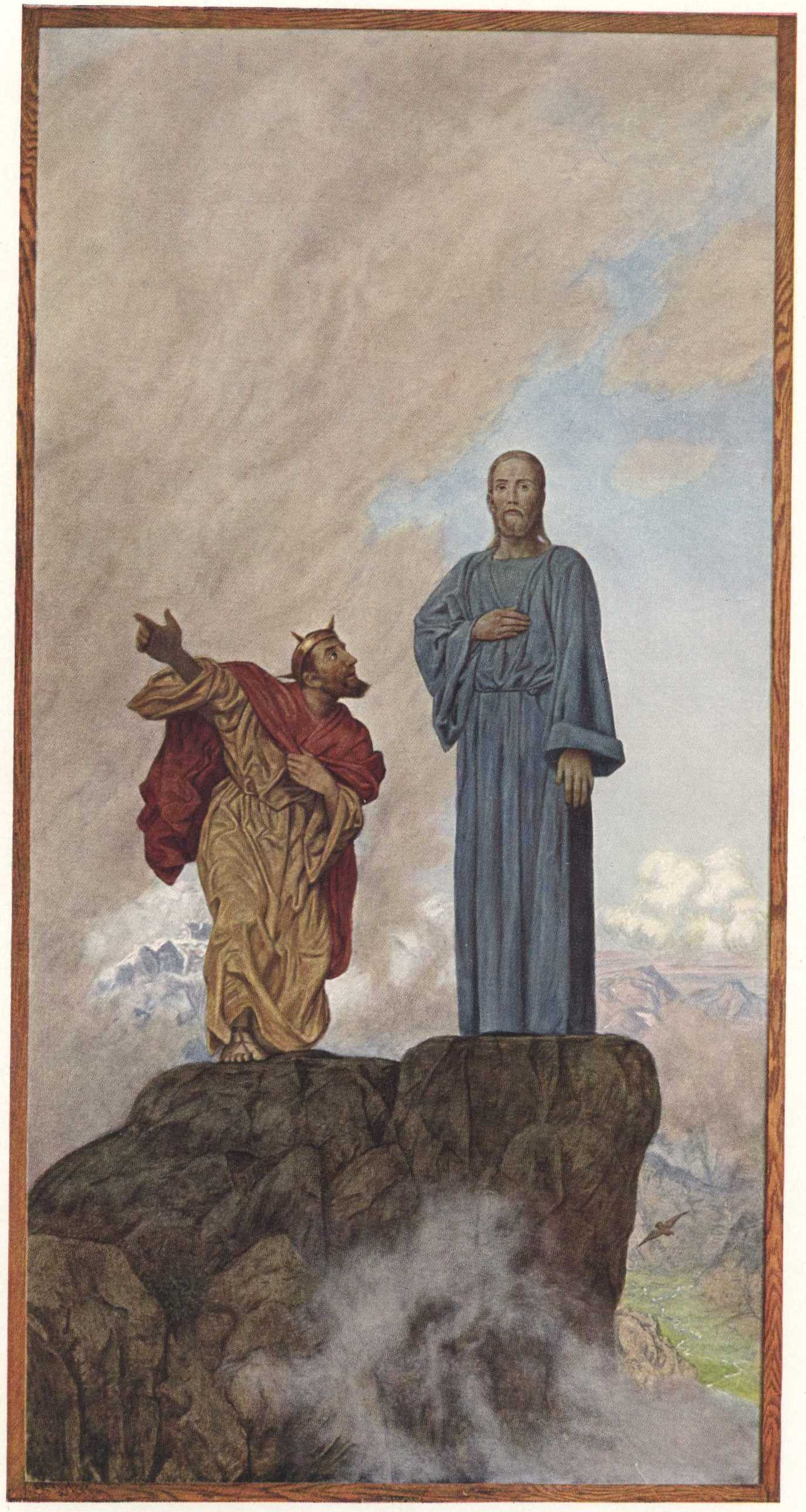
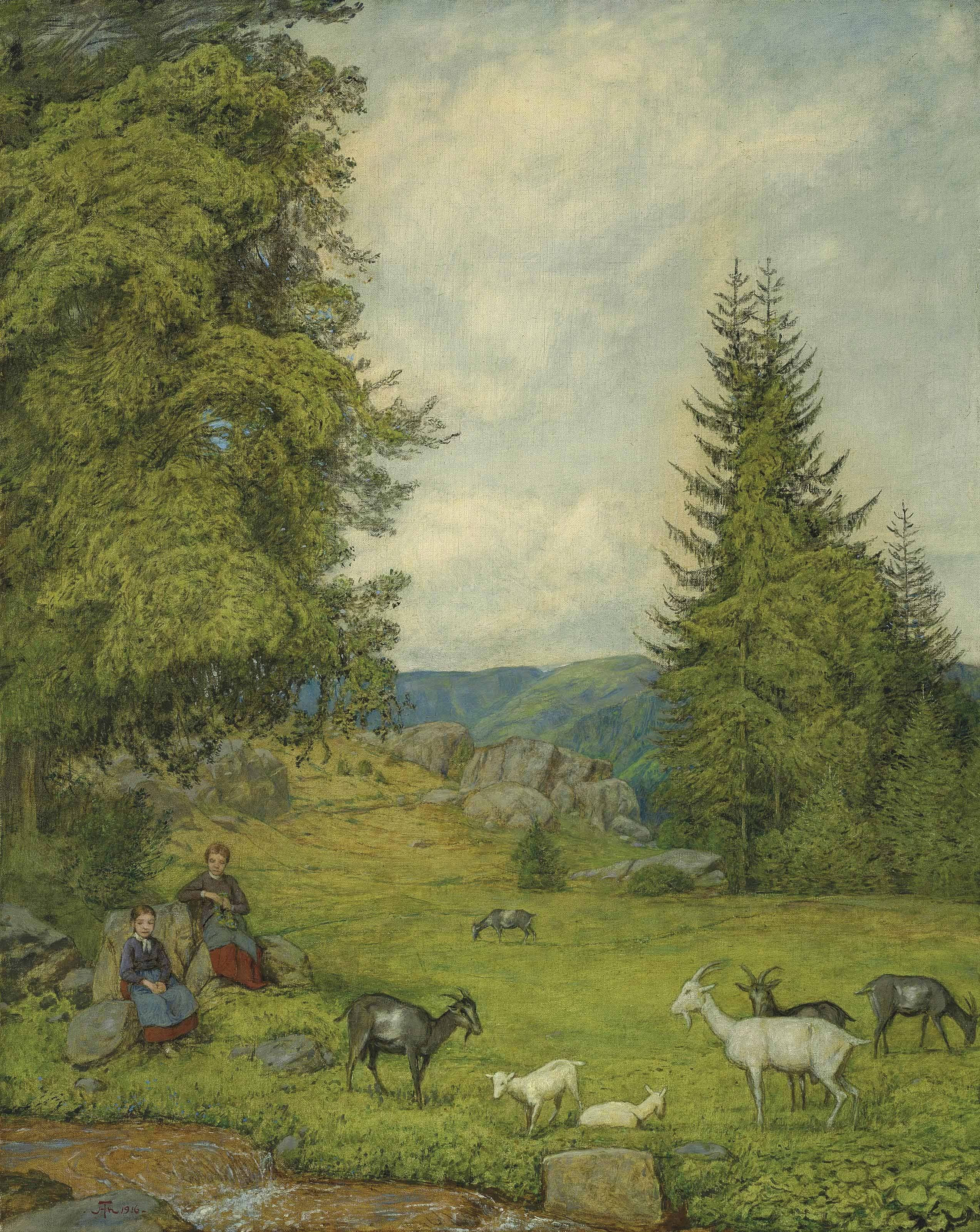
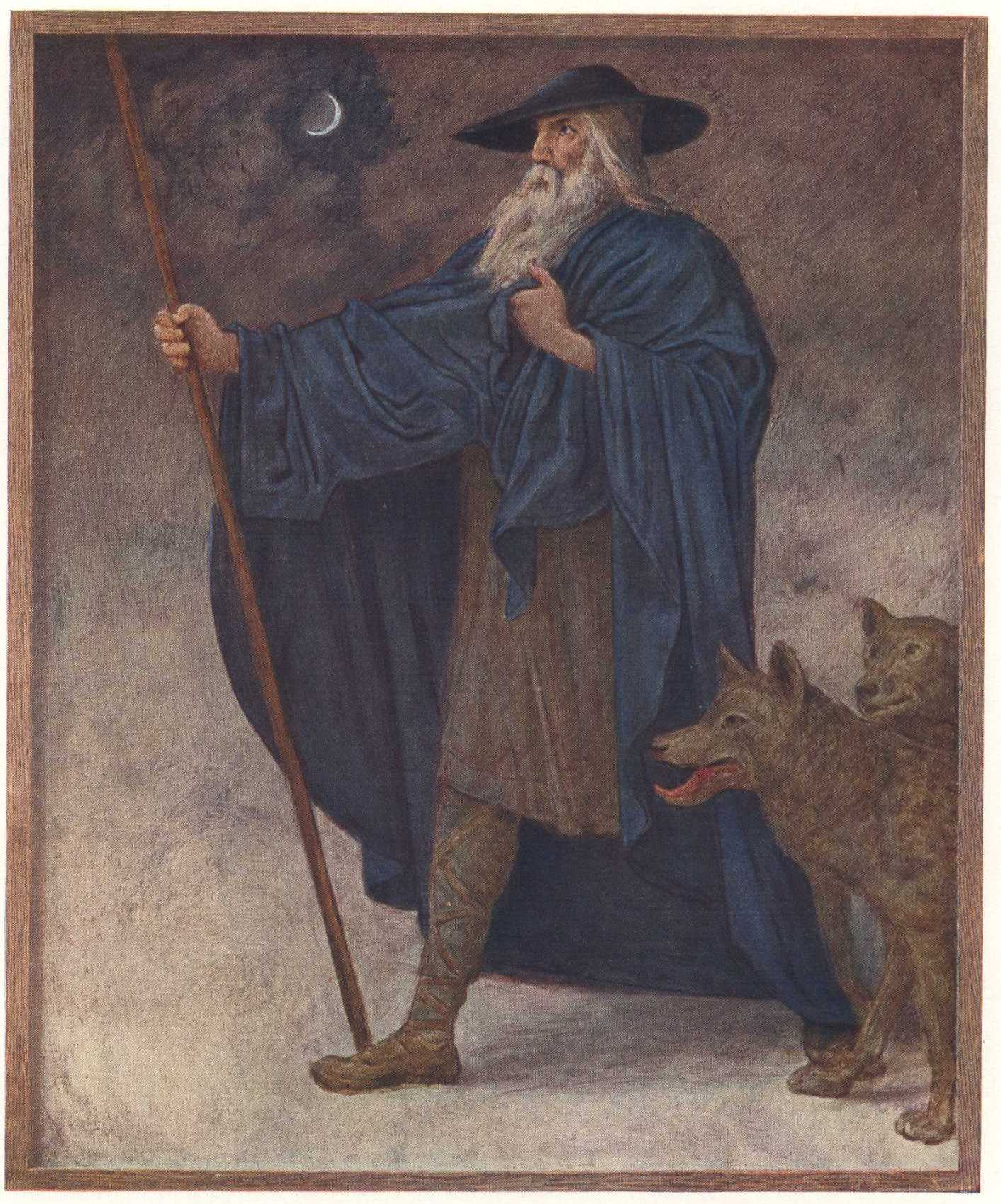
دسامبر